# Oligodon mouhoti
Oligodon mouhoti este o specie de șerpi din genul Oligodon, familia Colubridae, descrisă de Boulenger 1914. A fost clasificată de IUCN ca specie cu risc scăzut. Conform Catalogue of Life specia Oligodon mouhoti nu are subspecii cunoscute.